# Champions League de la OFC 2007-08
La Lliga de Campions de la OFC 2007-08 va començar a disputar-se el 12 de juny del 2007 amb el torneig preliminar. Participaran en aquest torneig 8 equips de 7 països: Nova Zelanda, Papua Nova Guinea, Nova Caledònia, Fidji, Vanuatu, Salomó i la Polinèsia Francesa. Els equips dels països amb pitjor ranking FIFA disputaran el torneig preliminar. D'allí es classifica un equip; que se sumarà als altres cinc per a disputar la fase de grups. Els equips es dividiran en dos grups de tres equips cadascun, juagant partits d'anada i tornada.
Els guanyadors de cada grup jugaran la final del torneig, i el guanyador jugarà el Campionat del Món de Clubs 2008 representant a Oceania i s'emportarà un premi d'un milió de dòlars.

## Torneig Preliminar
Tots els partits es van jugar a Nova Caledònia.
| Equip               | Pts | PJ | PG | PE | PP | GF | GC | DG |
| ------------------- | --- | -- | -- | -- | -- | -- | -- | -- |
| Tafea FC            | 6   | 2  | 2  | 0  | 0  | 10 | 1  | +9 |
| JS Baco             | 3   | 2  | 1  | 0  | 1  | 2  | 5  | -3 |
| University-Inter FC | 0   | 2  | 0  | 0  | 2  | 1  | 7  | -6 |
| Sokattack Nikao     | -   | -  | -  | -  | -  | -  | -  | -  |

| 12 de juny de 2007 | JS Baco  | 2:0 | University-Inter FC |
| 14 de juny de 2007 | Tafea FC | 5:1 | University-Inter FC |
| 16 de juny de 2007 | Tafea FC | 5:0 | JS Baco             |

## Fase de Grups

### Grup A
| Equip            | Pts | PJ | PG | PE | PP | GF | GC | DG |
| ---------------- | --- | -- | -- | -- | -- | -- | -- | -- |
| Waitakere United | 8   | 4  | 2  | 2  | 0  | 5  | 3  | +1 |
| Auckland City FC | 7   | 4  | 2  | 1  | 1  | 8  | 2  | +6 |
| AS Manu-Ura      | 1   | 4  | 0  | 1  | 3  | 2  | 10 | -8 |

| 27 d'octubre de 2007 | Auckland City FC | 6:0 | AS Manu-Ura      |
| 31 d'octubre de 2007 | Waitakere United | 2:1 | AS Manu-Ura      |
| 16 de febrer de 2008 | AS Manu-Ura      | 1:1 | Waitakere United |
| 20 de febrer de 2008 | Auckland City FC | 0:1 | Waitakere United |
| 28 de març de 2008   | AS Manu-Ura      | 0:1 | Auckland City FC |
| 2 d'abril de 2008    | Waitakere United | 1:1 | Auckland City FC |

### Grup B
| Equip    | Pts | PJ | PG | PE | PP | GF | GC | DG |
| -------- | --- | -- | -- | -- | -- | -- | -- | -- |
| Kossa FC | 8   | 4  | 2  | 2  | 0  | 8  | 4  | +4 |
| Tafea FC | 5   | 4  | 1  | 2  | 1  | 4  | 4  | +0 |
| Ba FC    | 3   | 4  | 1  | 0  | 3  | 4  | 8  | -4 |

| 27 d'octubre de 2007 | Kossa FC | 1:1 | Tafea FC |
| 31 d'octubre de 2007 | Ba FC    | 1:0 | Tafea FC |
| 20 de febrer de 2008 | Tafea FC | 2:1 | Ba FC    |
| 25 de febrer de 2008 | Kossa FC | 2:0 | Ba FC    |
| 26 de març de 2008   | Tafea FC | 1:1 | Kossa FC |
| 29 de març de 2008   | Ba FC    | 2:4 | Kossa FC |

## Final
| 25 d'abril de 2008 |           |                  |  |
| Kossa FC           | 3-1 (2-0) | Waitakere United |  |
|                    |           |                  |  |

| 11 de maig de 2008 |           |          |  |
| Waitakere United   | 5-0 (2-0) | Kossa FC |  |
|                    |           |          |  |